# 黄篠雯
黄 篠雯（ホアン・シャオウェン、英語: Huang Hsiao-wen、1997年8月31日 - ）は、台湾の女子アマチュアボクシング選手である。輔仁大学在学中。
2019年世界選手権バンタム級で金メダル獲得。
2021年に行われた東京オリンピックにはフライ級でセルビアのニナ・ラドバノビッチを破り準決勝まで勝ち進み、トルコのブセ・ナズ・チャクロールに敗れたものの、台湾ボクシング初のオリンピックメダルとなる銅メダルを獲得した。
2023年世界選手権でも金メダル獲得。